# جانی‌بیگلو (کلیبر)
جانی‌بیگلو یکی از روستاهای استان آذربایجان شرقی است که در دهستان پیغان‌چایی بخش مرکزی شهرستان کلیبر واقع شده‌است.